# Ronnie Flex

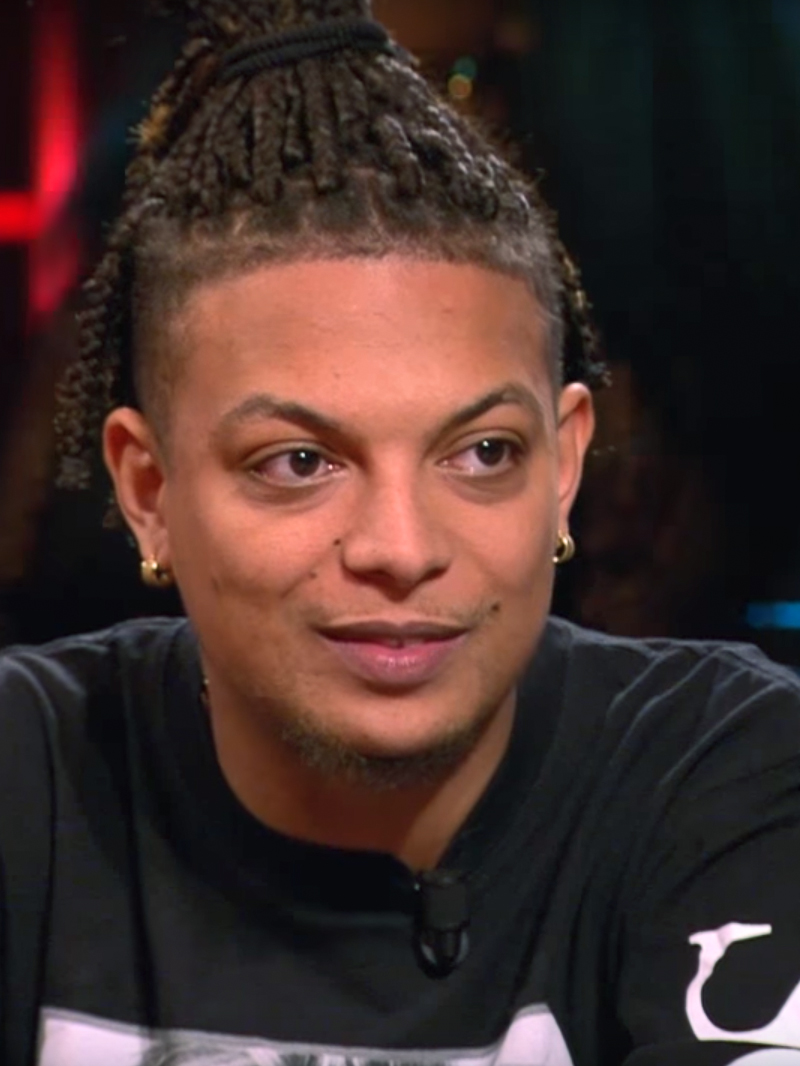
Ronnie Flex (2017)

Ronnie Flex (* 16. April 1992 in Capelle aan den IJssel als Ronell Langston Plasschaert) ist ein niederländischer Rapper und Musikproduzent. Er steht beim Label Top Notch unter Vertrag und veröffentlichte bisher zwei Studioalben, die beide in die niederländischen Album-Charts einsteigen konnten. Mit der Single Drank & Drugs erreichte er Platz eins der niederländischen Single-Charts. In Deutschland und Österreich erreichte er mit der deutschen Version Stoff & Schnaps eine Chartplatzierung.

## Karriere
Plasschaert wuchs in Capelle aan den IJssel bei seiner Mutter auf. Er besuchte die katholische Basisschule De Contrabas und absolvierte seinen Abschluss daraufhin auf dem Roncalli College. Weiterhin nahm er am Unterricht der Popakademie Zadkine teil.
Mit 13 begann Plasschaert einzelne Beats zu produzieren und Raptexte zu schreiben. Diggy Dex brachte Plasschaert kurz darauf in Kontakt mit dem niederländischen Rap-Star Gers Pardoel, auf dessen Debütalbum Plasschaert das Instrumental des Intros Float produzierte.
Im Jahr 2012 wurde Plasschaert mit dem niederländischen State Award in der Kategorie des Newcomers of the Year ausgezeichnet und erreichte das Finale des niederländischen Grand Prix’. Kurz darauf unterzeichnete er einen Vertrag mit dem Plattenlabel Top Notch. Es folgten eine Kollaborationen mit dem niederländischen Erfolgsduo Yellow Claw, Boaz van de Beatz, mocro Maniac und Jebroer mit dem Titel Nooit Meer Slapen. Dieser erreichte Platz 38 in den Dutch Top 40. Später in dem Jahr erschien das Lied Soldaatje, gemeinsam mit Mr. Polska.
Am 20. März 2013 veröffentlicht Plasschaert sein erstes Soloalbum Tankstation. Später erschienen die beiden EPs Pocahontas und Zusje. Das gleichnamige Lied erreichte Platz 25 in den niederländischen Single-Charts. Im Dezember 2014 war das Musikvideo zu Zusje das vierthäufigst gesehene Musikvideo der Niederländer. Am 14. November 2014 veröffentlicht Plasschaert sein Debütalbum De Nacht Is Nog Jong, Net Als Wij Voor Altijd.
Sein zweites Studioalbum New Wave wurde am 20. April 2015 veröffentlicht. Die daraus ausgekoppelten Lieder No go zone, Kan er niet omheen, Zeg dat niet sowie Liegen voor de rechter, die allesamt in Zusammenarbeit mit Lil’ Kleine entstanden, konnten eine Platzierung in den niederländischen Top-100 erlangen. Am 22. Mai 2015 erschien ebenfalls mit Lil ’Kleine das Lied Drank & Drugs. Dieser entwickelte sich in kürzester Zeit zu einem Hit und stand drei Wochen an der Spitze der niederländischen Single-Charts. Im Sommer 2015 trat er mit Lil’ Kleine bei den Festivals Lowlands und Pukkelpop auf. Im Jahr 2015 nahm er an der TV-Show „Expedition Robinson“ teil.
2016 wurde er für sein zweites Album New Wave auf dem Noorderslag mit dem Popprijs ausgezeichnet. Ein zweites Mal auf Platz eins in den Niederlanden, stand er mit Niet omdat het moet, ebenfalls mit Rapper Lil’ Kleine. Drank & Drugs wurde im Sommer 2016 ins Deutsche übersetzt und unter dem Titel Stoff & Schnaps veröffentlicht. Diese Version des Liedes stieg bis auf Platz 16 der deutschen Singlecharts.
Am 12. Februar 2016 veröffentlichte er gemeinsam mit Lil’ Kleine die Lieder 1, 2, 3 und Niet omdat het moet, die beide auf dessen Studioalbum Wop! enthalten waren. Das Duo erreichte Platz 5 der niederländischen Single-Charts. 1, 2, 3 wurde ins Deutsche übersetzt und bildete somit das Follow-Up zu Stoff & Schnaps, konnte jedoch nicht an dessen Erfolg anschließen.
Während eines Konzerts vom belgischen DJ-Duo Dimitri Vegas & Like Mike in Antwerpen trat Ronnie Flex gemeinsam mit Boef und Ali B als Gastmusiker auf. Gemeinsam präsentierten sie eine Auswahl an Liedern sowie auch eine Kollaboration mit Dimitri Vegas & Like Mike und Quintino. Diese trug den Titel Slow Down und erschien am 23. März 2018 als Single. Bis auf Platz 14 der niederländischen Single-Charts rückte der Song vor. Er war Teil des Soundtracks des belgischen Kriminalfilmes Patser, zu dem er außerdem das Lied Patsergang beisteuerte, das ebenfalls mit Boef entstand.

## Diskografie
Studioalben

| Jahr | Titel Musiklabel                                                 | Höchstplatzierung, Gesamtwochen, AuszeichnungChartplatzierungen (Jahr, Titel, Musiklabel, Platzierungen, Wochen, Auszeichnungen, Anmerkungen) | Höchstplatzierung, Gesamtwochen, AuszeichnungChartplatzierungen (Jahr, Titel, Musiklabel, Platzierungen, Wochen, Auszeichnungen, Anmerkungen) | Anmerkungen                                                |
| Jahr | Titel Musiklabel                                                 | NL | BEF | Anmerkungen                                                |
| ---- | ---------------------------------------------------------------- | --- | --- | ---------------------------------------------------------- |
| 2014 | De nacht is nog jong, net als wij voor altijd Top Notch Music BV | NL53 Gold · (3 Wo.)NL | BEF195 (1 Wo.)BEF | Erstveröffentlichung: 14. November 2014 Verkäufe: + 20.000 |
| 2017 | Rémi Top Notch Music BV                                          | NL1 Platin · (185 Wo.)NL | BEF17 (67 Wo.)BEF | Erstveröffentlichung: 30. Juni 2017 Verkäufe: + 40.000     |
| 2018 | Nori Top Notch Music BV                                          | NL1 Gold · (51 Wo.)NL | BEF4 (27 Wo.)BEF | Erstveröffentlichung: 22. März 2018 Verkäufe: + 20.000     |
| 2021 | Altijd samen ADF Entertainment                                   | NL2 Platin · (15 Wo.)NL | BEF12 (4 Wo.)BEF | Erstveröffentlichung: 20. August 2021 Verkäufe: + 30.000   |